# Amomam
Das Amomam (auch: Amonam, Ammomam) war ein Volumenmaß auf Ceylon. Verwendung fand das sogenannte Getreidemaß auch bei Salz, Reis, Kaffee und Pfeffer. Auch ein Stück- und Zählmaß wurde so benannt.

## Volumenmaß
- 1 Amomam = 203,4 Liter (= 203,38485 Liter[1])
- 1 Amomam = 5 Kuhreis/Cooreies = 20 Tschünnduhs/Chundoos = 203,4 Liter[2] (bzw. 203,52 Liter[3])
- 1 Amomam = 8 Pherras (auch: Parrahs) = 16 Marcals mit je 12 Sihrs[4]

- 1 Last = 9 1⁄2 Amomams
- 25 Amomam = 1 Garce

## Stück- und Zählmaß
Amonam war auch ein Stück- und Zählmaß. In den Regionen Ceylon und Coromandel wurde das Maß im Handel mit Kokosnüssen verwendet.
- 1 Amonam = 20.000 Stück